# Orde de l'Amistat dels Pobles
L'Orde de l'Amistat entre els Pobles (rus:Орден Дружбы народов) és un orde de la Unió Soviètica instituït l'17 de desembre de 1972 per la Presidència del Consell Superior de l'URSS.
Era atorgat:
- Per una gran aportació al reforçament de l'amistat i la cooperació entre les nacions socialistes
- Pels mèrits en la construcció nacional de l'URSS
- Per les fites aconseguides en el camp del desenvolupament de l'economia nacional de l'URSS i les repúbliques de la Unió.
- Per l'activitat especialment fructífera en el desenvolupament de la ciència, l'apropament i cooperació de les cultures de les nacions i la participació activa en l'educació del poble soviètic en l'esperit de l'internacionalisme proletari i la fidelitat a la Pàtria Soviètica.
- Pels mèrits especials en el reforçament de la defensa de les relíquies de l'URSS
- Pels grans mèrits en el desenvolupament de l'amistat i cooperació entre els pobles dels països socialistes i el reforçament de les relacions amistoses entre els pobles del món.

## Història
Va ser creat per commemorar el 50è aniversari de la formació de l'URSS. Els estatuts de l'orde es modificaren parcialment el 18 de juliol de 1980.
Es col·loca a l'esquerra del pit i va immediatament després de la Bandera Roja del Treball.
Pot ser atorgada tant a individuals com a col·lectius, així com a estrangers.
És un dels ordes més rars i estimats de l'URSS del període posterior a la II Guerra Mundial, perquè té un disseny molt bonic, obra del pintor Alexander Borísovich.
Les primeres condecoracions es realitzaren el 29 de desembre de 1972, rebent-la les 15 repúbliques de la unió, les repúbliques autònomes, les regions autònomes i els districtes nacionals (un total de 53 condecoracions). La primera va ser per Rússia (RSFSR) i la segona per Ucraïna. Els primers ciutadans a rebre-la van ser treballadors de l'aviació civil (199) el 9 de febrer de 1973, per "les fites en l'execució de les tasques planificades pels transports aeris, l'aplicació de l'aviació a l'economia nacional i l'assimilació de la nova tècnica de l'aviació".
La primera organització social en rebre-la va ser el Comitè de les Dones Soviètiques (6 de març de 1973), per les fites de les dones soviètiques en la construcció comunista de l'URSS, per l'activitat en el moviment internacional femení i per l'aportació al desenvolupament i reforçament de l'amistat del poble soviètic amb els altres pobles" (orde nº54).
La primera fàbrica a rebre-la va ser la Fàbrica Kirov de Leningrad (30 d'abril de 1976). A més, també la reberen el Circ de Leningrad (1978), el diari literari (1979), el diari "Les novetats de Moscou" (1980), el teatre gitano " РОМЭН" de Moscou (1981), el Conjunt de Dansa Popular de l'URSS (1981), la revista "Al voltant de la Llum" (1982).
Els cosmonautes soviètics la rebien (juntament amb l'estrella d'Heroi de la Unió Soviètica) igual que els astronautes de països occidentals que participaven en vols comuns (si bé aquests darrers no eren nomenats Herois).
En total va ser atorgada en 72.760 ocasions.
Va desaparèixer amb la dissolució de l'URSS el 1991, si bé es transformà en l'Orde de l'Amistat dels Pobles de la Federació Russa.

## Disseny
Una estrella de 5 puntes en plata lleugerament convexa en esmalt vermell amb les vores daurades, amb raigs d'or que divergeixen entre els braços de l'estrella. Al centre hi ha un medalló d'esmalt amb l'escut de la Unió Soviètica, amb una corona de llorer a la part inferior i la inscripció en lletres daurades "ДРУЖБА НАРОДОВ" (Amistat entre els pobles). Al voltant del medalló hi ha un anell en plata amb tot d'encaixades de mans. A la part inferior de l'anell, i entre les puntes inferiors de l'estrella hi ha una cinta en esmalt vermell amb la inscripció "CCCP". El revers és llis, amb el nom de l'orde gravat i el número de concessió.
Penja d'un galó pentagonal de 24mm. Al centre hi ha una franja vermella de 13mm amb dues franges estretes grogues. A l'esquerra de la franja vermella hi ha una franja blava i a la dreta en verd, cadascuna de 4mm, i a les puntes hi ha una franja blanca 1,5mm.